# Karlikowo (wieś)
Karlikowo (kaszb. Kôrlëkòwò, niem. Karlekau) – wieś kaszubska w Polsce położona w województwie pomorskim, w powiecie puckim, w gminie Krokowa.
W latach 1975–1998 miejscowość administracyjnie należała do województwa gdańskiego.
Wieś znajduje się nieopodal Jeziora Dobrego. Przez miejscowość przebiega szlak rowerowy. Znajduje się tu remiza Ochotniczej Straży Pożarnej oraz biblioteka.
Inne miejscowości o nazwie Karlikowo: Karlikowo Lęborskie, Karlików